# Ignacy Jan Paderewski Muziekacademie

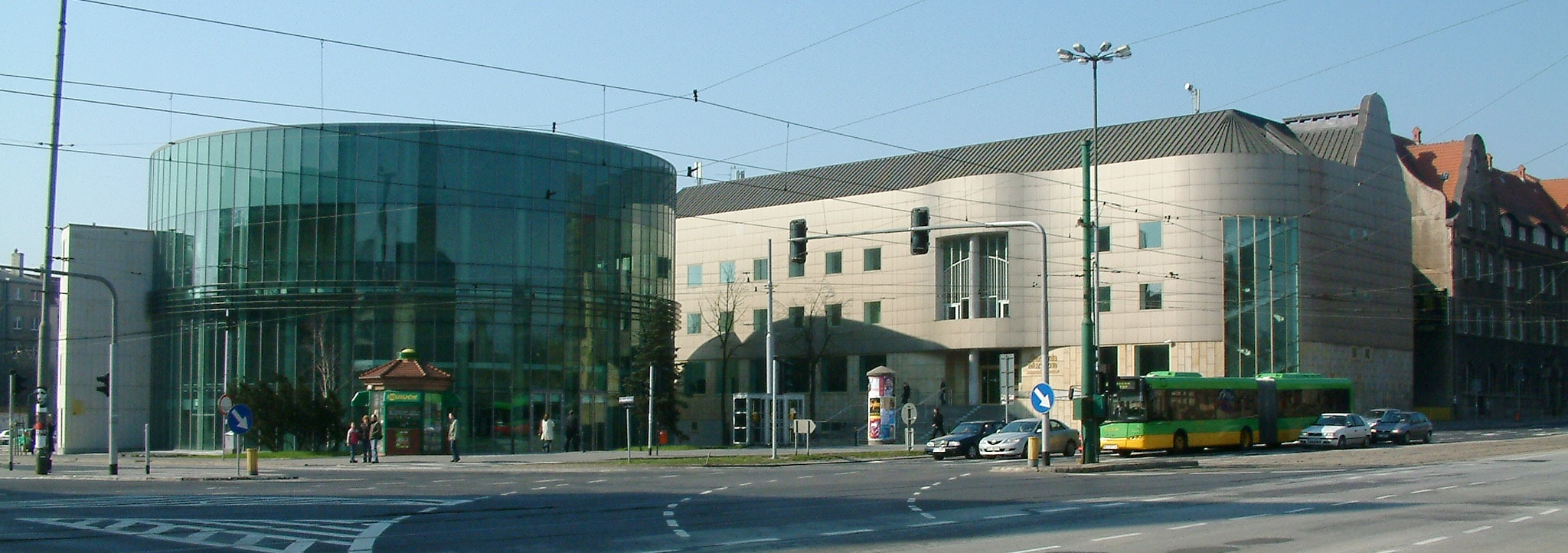
Akademia Muzyczna im. Ignacego Jana Paderewskiego w Poznaniu (Ignacy Jan Paderewski Muziekacademie) aan de Święty Marcin Straat 87

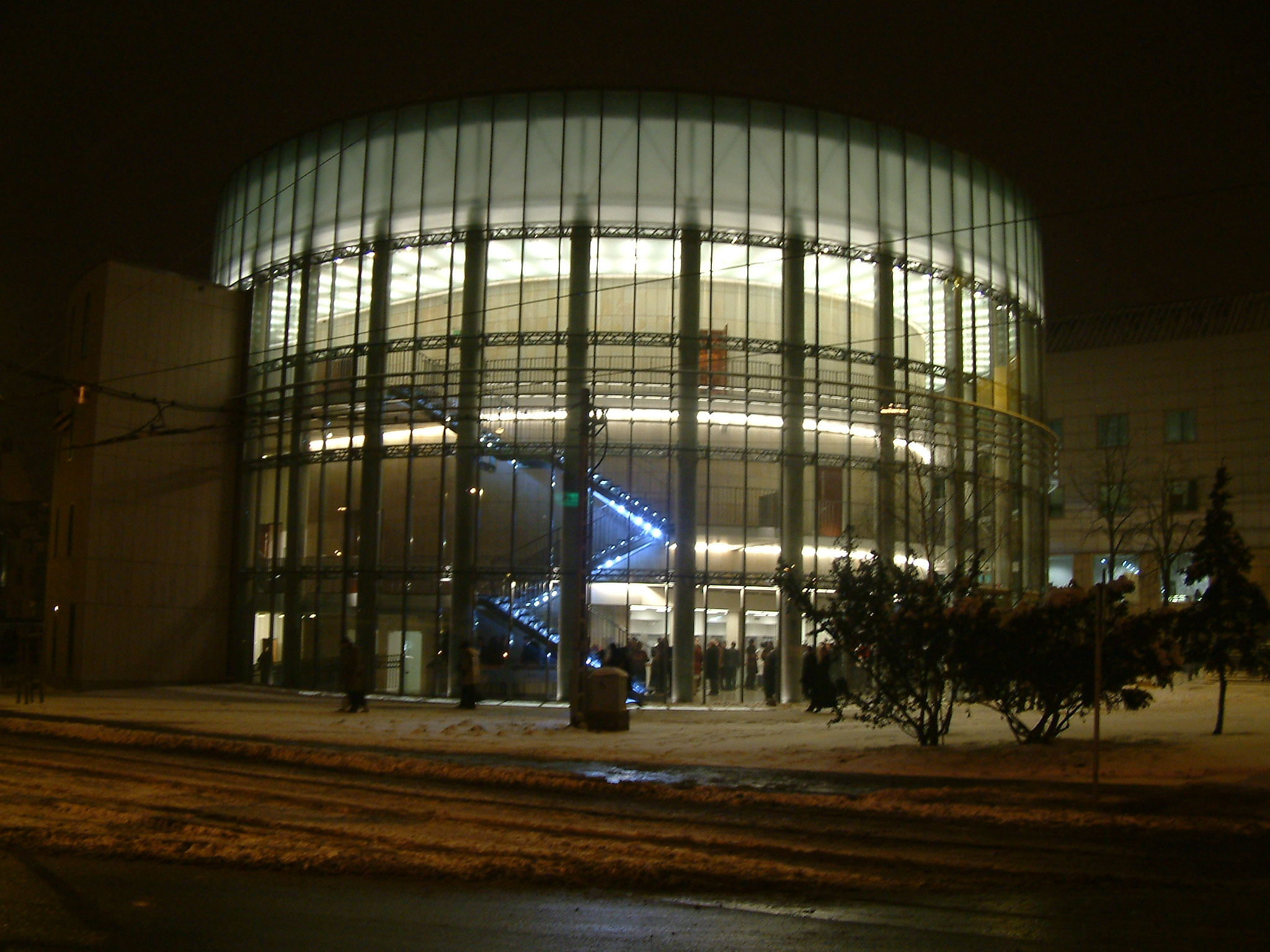
Aula Nova nocą

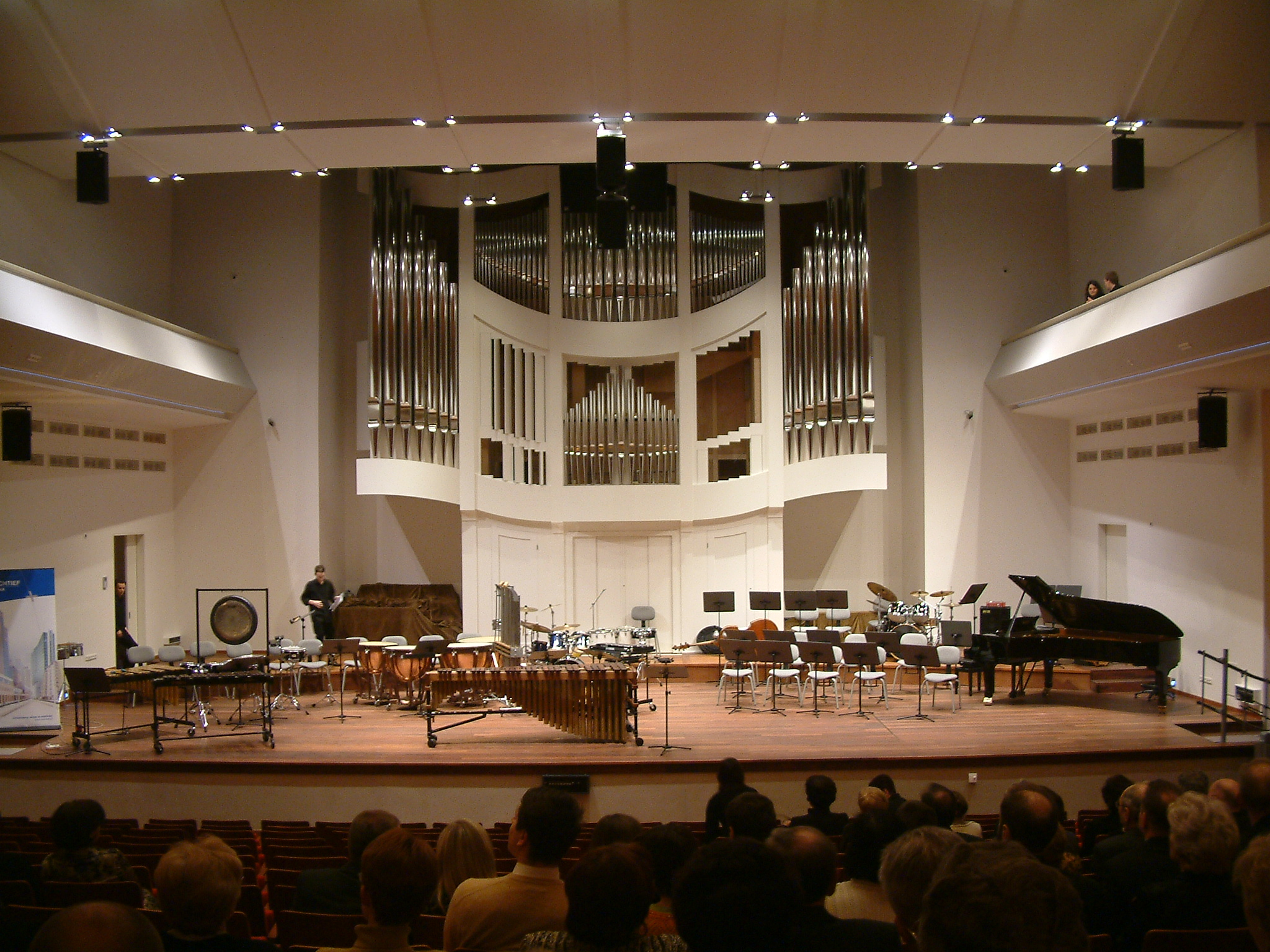
Concertzaal in de "Nieuwe Aula" (2007)

De Ignacy Jan Paderewski Muziekacademie (Pools: Akademia Muzyczna im. Ignacego Jana Paderewskiego w Poznaniu) in Poznan, Polen, werd opgericht in 1920 opgericht. Zij is benoemd naar de grote Poolse componist, pianist, diplomaat, Minister-president van Polen Ignacy Jan Paderewski GBE. Aanvankelijk droeg zij de naam: Państwowa Akademia i Szkoła Muzyczna (Staatsacademie en muziekschool) en in 1922 werd de naam veranderd in Państwowe Konserwatorium Muzyczne (Staats-muziek-conservatorium).
De eerste directeur van dit instituut was Henryk Opieński. Zijn opvolgers tussen de Eerste Wereldoorlog en de Tweede Wereldoorlog waren de cellist Zygmunt Butkiewicz (1926-1929) en de violist Zdzisław Jahnke (1930-1939). Het conservatorium was niet uitsluitend een opleidingsinstituut, maar ook een belangrijk concert centrum in Poznań in deze tijd. Na de Tweede Wereldoorlog werd in oktober 1945 weer met de opleidingsactiviteiten begonnen in het gebouw Święty Marcin Straat 87. In 1947 werd de naam opnieuw veranderd in Państwowa Wyższa Szkoła Muzyczna (Staatshogeschool voor Muziek). Sinds 1981 werd de huidige naam Akademia Muzyczna im. Ignacego Jana Paderewskiego w Poznaniu (Ignacy Jan Paderewski Muziekacademie Poznan) gebruikt.
Er bestaat ook een campus in Szczecin, die in 1961 geopend werd.
Het is een van de acht muziek-academies in Polen. Tegenwoordig zijn er 700 studenten en 240 personen voor de opleiding en administratie, waaronder 53 professoren. De academie werd tegenwoordig (2007) geleid door de rector Prof. Bogumił Nowicki.

## Rectors van de academie
- 1920-1926 Henryk Opieński
- 1926-1929 Zygmunt Butkiewicz
- 1930-1939 Zdzisław Jahnke
- 1945-1948 Zdzisław Jahnke
- 1948-1951 Zygmunt Sitowski
- 1951-1961 Wacław Lewandowski
- 1961-1967 Edmund Maćkowiak
- 1967-1981 Stefan Stuligrosz
- 1981-1987 Waldemar Andrzejewski
- 1987-1993 Stanisław Kulczyński
- 1993-1999 Mieczysław Koczorowski
- 1999-2005 Stanisław Pokorski
- Sinds 2005 Bogumił Nowicki

## De eredoctoren van de Academie
- Jan Krenz (2000)
- Stefan Stuligrosz (2002)
- Jadwiga Kaliszewska (2007)

## Bekende professoren
- Walerian Bierdiajew
- Adam Bronisław Ciechański
- Florian Dąbrowski
- Dezyderiusz Danczowski
- Wacław Gieburowski
- Olga Iliwicka-Dąbrowska
- Jadwiga Kaliszewska
- Łucjan Kamieński
- Antonina Kawecka
- Władysław Kędra
- Raul Koczalski
- Gertruda Konatkowska
- Andrzej Koszewski
- Marian Kouba
- Feliks Nowowiejski
- Stefan Bolesław Poradowski
- Michał Prawdzic
- Stanisław Romański
- Edward Statkiewicz
- Tadeusz Szeligowski
- Stanisław Szpinalski
- Maria Trąmpczyńska
- Józef Turczyński
- Stanisław Wiechowicz
- Irena Winiarska
- Stanisław Wisłocki
- Jerzy Zgodziński